# Niccolò Giani
Niccolò Giani (né le 20 juin 1909 et mort le 14 mars 1941) est un philosophe et journaliste fasciste italien, directeur de l'École de mysticisme fasciste Sandro Italico Mussolini. On le considère comme le fondateur du mysticisme fasciste.

## Biographie
Après avoir fréquenté le lycée Dante Alighieri de Trieste, il s'installe à Milan où, en 1928, il s'inscrit à la faculté de droit et obtient son diplôme en 1931. Il intègre, pendant son séjour à l'Université de Milan, les groupes universitaires fascistes (GUF). Le 4 avril 1930, Giani annonça la fondation de l' École de mysticisme fasciste, qu'il ouvrit à Milan quelques semaines plus tard avec l'aide d'Arnaldo Mussolini. En 1931, Giani devint directeur de l'école, poste qu'il quitta à la fin de l'année suivante en raison de conflits internes avec le secrétaire politique du GUF ainsi que de l'échec du déménagement de l'école dans l'ancien siège d'Il Popolo d'Italia ,. Connu sous le nom de Il covo (« La Tanière »), ce lieu fut l'un des décors les plus importants de l'imaginaire fasciste.
Giani a ensuite continué à collaborer avec divers journaux, tels que Il Popolo d'Italia et Gerarchia . Selon sa pensée, le fascisme devait revenir à ses origines, c'est-à-dire au mouvement révolutionnaire de 1919, idéalement lié à l'expérience des premiers squadristes et des Arditi de la Grande Guerre ; « une révolution plus radicale combinée à la récupération d'une tradition plus fondamentaliste ». Plus que les déclarations politiques du manifeste de Sansepolcro, cependant, Giani a exalté la lutte des jeunes contre la bourgeoisie au début de l'après-guerre. Le mysticisme fasciste se considérait comme le représentant de ce monde jeune animé par l'amour de la patrie, gardien de la révolution permanente, à l'opposé des opportunistes et des carriéristes. Il a identifié quatre principaux mystiques de l'époque contemporaine, destinés à apporter des bénéfices dans un premier temps mais ensuite à échouer : le libéralisme, la démocratie, le socialisme et le communisme. Selon lui, « le libéralisme, la démocratie, le socialisme et le communisme sont les quatre mystiques qui dominent actuellement dans la société moderne. Le résultat- on l'a déjà vu - est négatif, pour tous. Le libéralisme mène à l'anarchie, la démocratie à l'instabilité politique et sociale, le socialisme à la lutte civile, le communisme à la vie primitive. Ces quatre mystiques sont donc anti-historiques. » Face à eux, le seul mysticisme capable de surmonter ces crises était le fascisme, dont la connaissance et la diffusion parmi les masses étaient la tâche des élites intellectuelles,,,.
En 1934, son essai « Esquisses sur l'ordre social de l'État » lui vaut d'obtenir le poste de maître de conférence libre en droit du travail et en sécurité sociale, puis la chaire d'histoire et de doctrine du fascisme à l'université de Pavie. En 1935, cependant, après avoir épousé Maria Rosa Sampietro, il se porta volontaire pour la deuxième guerre italo-éthiopienne en s'enrôlant avec le grade de lieutenant dans la milice volontaire pour la sécurité nationale dans le 128e bataillon de chemises noires Vercelli. Après son retour d'Éthiopie, à la fin de 1936, Giani retourna au poste de directeur de l'École de mysticisme fasciste, reprenant la publication des Cahiers de l'école de mysticisme fasciste, traitant de diverses questions. En 1937, il fonde une revue mensuelle, Dottrina fascista (Doctrine fasciste), qui devient la revue officielle de l'École de mysticisme fasciste, dans laquelle il publie en 1939 le Décalogue du nouvel Italien tiré des écrits et des discours d'Arnaldo Mussolini,,,. Il y organise plusieurs conférences et reçoit, entre autres, Emilio Bordero ou Julius Evola.
Niccolò Giani se consacre également au journalisme, devenant directeur du journal Cronaca prealpina à Varese et collaborant avec divers journaux, dont Tempo di Mussolini. En 1938, il fut parmi les signataires du Manifeste de la race, soutenant la proclamation des lois raciales italiennes, et en 1939, il participa à la campagne anti-juive à partir des pages de Cronaca prealpina, basée sur ses propres convictions de « racisme spirituel », complémentaire du « racisme biologique » nazi ; en 1939, il publie l'article Pourquoi nous sommes antisémites,,,.
En 1939, après de longues pressions de Giani, le siège officiel de l'École de mysticisme fasciste est transféré à Il Covo, avec une cérémonie présidée par Achille Starace, alors secrétaire du PNF. Au fil des ans, Il Covo fut transformé en musée permanent de la révolution fasciste et, à partir du 15 novembre 1939, l'ensemble du bâtiment devint « monument national » avec une « garde d'honneur » composée de squadristes et d'anciens combattants. Entre le 19 et le 20 février 1940, à l'occasion du dixième anniversaire de la fondation de l'école, Giani organisa à Milan la Convention nationale des mystiques fascistes, qui, selon ses intentions, aurait dû être la première d'une série, mais aucune ne suivit en raison à l'entrée de l'Italie dans la Seconde Guerre mondiale.
Comme la plupart des « mystiques », Giani s'enrôle à nouveau comme volontaire, cette fois dans le 11e Régiment Alpini. Il voyait la guerre comme le signe avant-coureur d'une révolution qui conduirait à une nouvelle ère. En juin 1940, il participe à la bataille des Alpes occidentales contre la France et reçoit une médaille d'argent de la vaillance militaire pour une action menée le 24 juin 1940. Après l'armistice, Giani retourna à la vie civile, mais entre-temps la guerre en Afrique du Nord avait commencé, front sur lequel il a demandé à plusieurs reprises d'être envoyé, sans succès. Le 9 novembre 1940, il peut finalement partir pour l'Afrique du Nord comme correspondant de guerre de Il Popolo d'Italia, Cronaca Prealpina et L'Illustrazione Italiana, attachés aux unités de la Regia Aeronautica. En plus de son activité de journaliste, il a également participé à des missions aériennes, obtenant une médaille de bronze de la vaillance militaire. Le 28 décembre 1940, il est rappelé en Italie où il reprend la direction de Cronaca prealpina à Varèse,.
En février 1941, il rejoint de nouveau le 11e régiment Alpini en tant que volontaire pour la guerre gréco-italienne. Le 14 mars 1941, il se porte volontaire pour mener une attaque visant à capturer la pointe Nord de Mali i Shëndëllisë, une montagne d'Albanie détenue par les Grecs. son escouade réussit à capturer l'avant-poste grec, mais est ensuite repoussée par une contre-attaque grecque, lors de laquelle Giani est tué dans un combat au corps à corps.

## Distinctions
- Médaille d'or de la valeur militaire

### Œuvres de Niccolò Giani
- La via della gloria, années 20 ;
- La marcia sul mondo della Civiltà Fascista, 1932 ;
- Lineamenti su l'ordinamento sociale dello Stato fascista, Giuffré ed. 1934 ;
- La mistica come dottrina del fascismo, 1937 ;
- Perché siamo antisemiti, A. Nicola, 1939 ;
- Perché siamo mistici, 1940 ;
- Mistica della rivoluzione fascista. Antologia di scritti, 1932-1941, Il Cinabro, 2010.